# Panorama (émission radiophonique)
Panorama (ou Le Panorama) est une émission radiophonique emblématique quotidienne de France Culture créée en 1968 par Jacques Floran et François Le Targat dans le sillage de Panorama (émission télévisée). D'abord appelée Panorama culturel de la France,  l'émission, réalisée par Nicole  Gandrey-Rety, est diffusée du lundi au vendredi en direct entre 12 h et 13 h 30, en deux parties séparées par le journal de la mi-journée (longtemps présenté par Antoine Mercier). Elle prend pour titre le samedi de Pont des arts. Elle est suivie par Les Décraqués (format abrégé de l'émission dominicale Des Papous dans la tête de Bertrand Jérôme), du lundi au samedi. D'une grande liberté de ton, elle était préparée par une soixantaine de pigistes. 
Jacques  Duchateau succède à Jacques  Floran en 1974 en conservant la même équipe. 
Fin 1997, Jacques Duchateau est évincé de l'émission. Michel Bydlowski, dernier animateur et producteur de l'émission, en reprend la direction, mais celui-ci se défenestre à la Maison de la radio même le 21 février 1998. Ce suicide intervient dans le climat houleux où France Culture baigne à cette époque. La chaîne entre alors dans une longue période de réformes brutales et de conflits, le tout sur un arrière-plan politique de cohabitation entre Chirac et Jospin. Dans cette ambiance générale tendue, Michel Bydlowski est mis par la nouvelle direction dans la situation inconfortable d'être responsable de l'émission, mais sans avoir les mêmes pleins pouvoirs sur celle-ci que Jacques Duchateau, prépondérance qui lui est disputée par Antoine Spire. L'émission a  été présentée par Olivier Nanteau, Antoine Livio, Pascale Casanova et Jean-Maurice de Montremy. Florence Mothe et Jean-François Chiappe y ont collaboré durant près de trente ans. La fin de l'émission est expliquée par l'émotion créée par la brutale disparition de Michel Bydlowski et les luttes de pouvoir à la fin de la direction de Jean-Marie Borzeix.
L'émission disparaît, après plus de trente années d’existence, remplacée par un éphémère magazine animé par Sylvain Bourmeau.
L'émission a réuni de nombreux collaborateurs réguliers débattant sur l'actualité culturelle, dont la plupart ont été "remerciés" après la fin de l'émission :
1. Jacques Duchateau, le fondateur de l'émission
2. Lise Andriès
3. David Bénichou
4. Alain de Benoist
5. Jacques Bens
6. Carmen Bernand
7. Paul Braffort
8. Jean-Jacques Brochier
9. Michel Bydlowski
10. Bruno Cabanes
11. François Caradec
12. Pascale Casanova
13. Antoine Cassan
14. Jean-François Chiappe
15. Claire Clouzot
16. Roger Dadoun
17. Jean-Louis Ferrier
18. Michel Field
19. Enrico Fulchignoni
20. Christian Giudicelli
21. Gilles Gourdon
22. Jean Goulemot
23. Dominique Jamet
24. Guy Konopnicki
25. Serge Koster
26. Gilbert Lascault
27. Christine Lecerf
28. Caroline Marot
29. Jean-Maurice de Montremy
30. Madeleine Mukamabano
31. Véronique Nahoum-Grappe
32. Pascal Ory (de 1975 à la fin de l'émission)
33. Marcelin Pleynet
34. Jean-Yves Potel
35. Isabelle Rabineau[6]
36. Madeleine Rebérioux
37. Lionel Richard
38. Jean-Pierre Salgas[7]
39. Véronique Schiltz
40. Joël Schmidt
41. Leïla Sebbar[8]
42. Antoine Sfeir
43. Antoine Spire
44. Anahide Ter Minassian
45. Claude-Marie Trémois
46. Florence Trystram
47. Nadine Vasseur, productrice et animatrice de l'émission (1982-1997)
48. Max Zins

Chaque journée avait sa thématique, tel le cinéma le samedi.